# アメリカン・ウェイ
アメリカン・ウェイ（American way、アメリカ人の生き方）とは、 人生、自由、幸福の追求の原則に基づくアメリカ合衆国のナショナリスト精神。 アメリカンウェイの中心にあるのはアメリカンドリームであり、アメリカ特有の文化に対する信念であるアメリカの例外主義と絡み合っている。 
著者のウィリアム・ヘルバーグは以下のように定義する： 
次の項目も参照のこと。個人主義、尊厳、博愛主義、自己啓発、物質主義、公共の福祉、倫理学、白黒思考(en:Splitting (psychology))。

ある評論家は、「ヘルベルグの声明の前半は、それを最初に策定してから半世紀近くもまだ当てはまる」と述べている。  」

アメリカ国立公文書記録管理局の1999年次報告書で、国立公文書館公文書管理官のジョン・W.カーリンは次のように書いている。